# Perapertú
Perapertú es una localidad española de la provincia de Palencia (comunidad autónoma de Castilla y León). Pertenece al municipio de San Cebrián de Mudá.

## Geografía
En el Valle de Mudá, uno de los parajes naturales más salvajes y poco explotados del norte de Castilla y León. Se asienta entre las faldas de Sierra Corisa y la vertiente sur de la Sierra Braña, a unos diez kilómetros al oeste de Barruelo de Santullán.

## Demografía
Evolución de la población en el siglo XXI
| Gráfica de evolución demográfica de Perapertú entre 2000 y 2020    |
|                                                                    |
| Población de derecho (2000-2020) según el padrón municipal del INE |

## Historia
En su términos esta constatada la presencia de un castro prerromano atribuido a los cántabros.
A la caída del Antiguo Régimen la localidad queda incluida en el municipio constitucional, conocido entonces como San Martín y Parapertú que en el censo de 1842 contaba con 5 hogares y 26 vecinos. A mediados del siglo XIX crece incorporando los municipios de valle de Santullán y Villabellaco, para posteriormente integrarse por partes, unas localidades pasaron a depender de Valle de Santullán, otras de Revilla de Santullán y otras de Vervios.

## Patrimonio
- Ermita de la Virgen de la Peña se instala en una peña, donde se mantienen más cuevas naturales con restos desde la Edad del Bronce.
- El cementerio, ubicado sobre un pequeño cerro a las afueras del núcleo rural, aprovecha los muros de una antigua iglesia románica.[6] Recientemente fue sometido a restauración dentro del Plan de Intervención del Románico Norte.
- Iglesia parroquial católica dedicada a San Quirico y a Santa Julita con bóveda de cañón y portada de arco de medio punto y una muy interesante escultura gótica de la Virgen con el Niño de comienzos del siglo XIII.

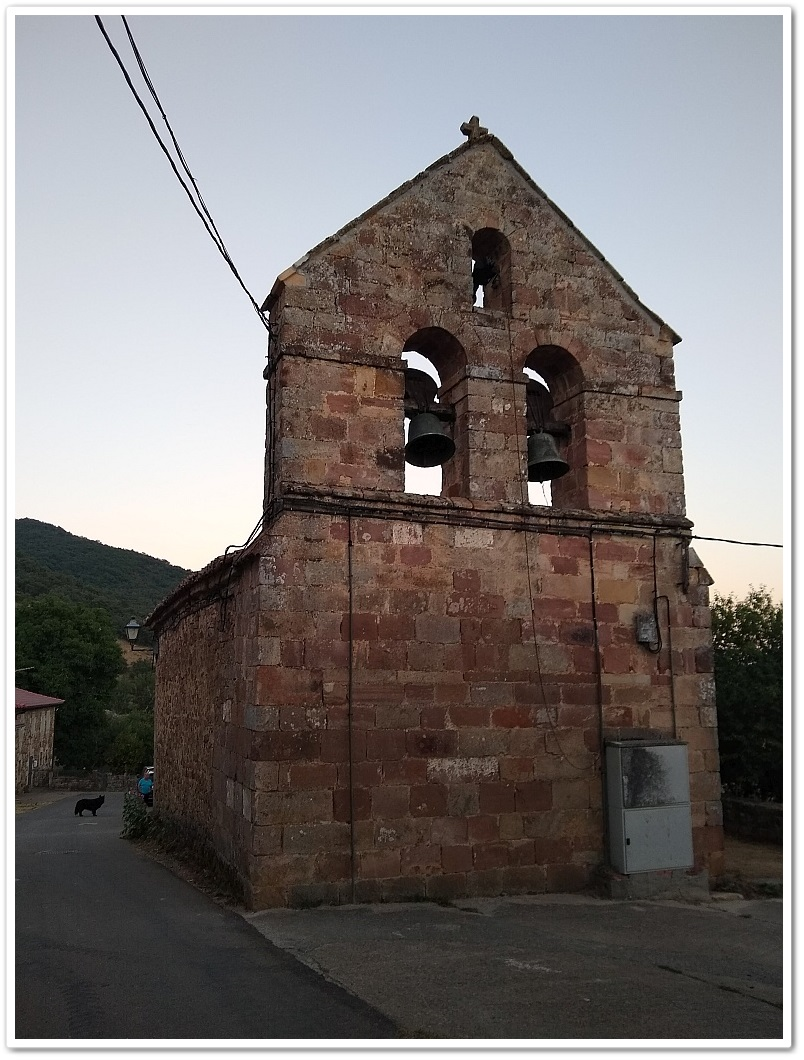
Iglesia de San Quirico y Santa Julita

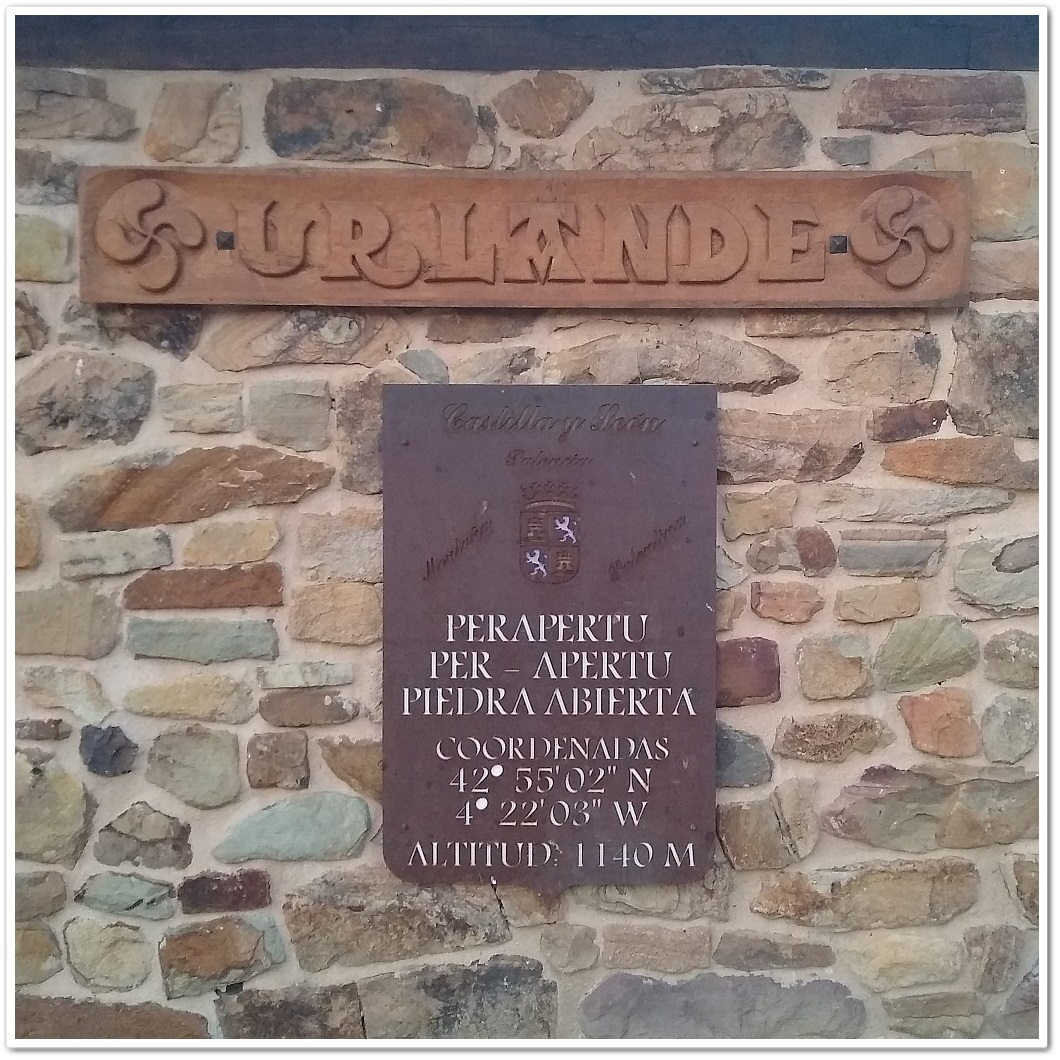
Parapertú... "Piedra abierta"